# Asura pectinella
Asura pectinella är en fjärilsart som beskrevs av Embrik Strand 1922. Asura pectinella ingår i släktet Asura och familjen björnspinnare. Inga underarter finns listade i Catalogue of Life.